# Мішель Маккул
Мішель Лі Келвей (англ. Michelle Leigh Calaway; нар. 25 січня 1980, Палатка, Флорида, США) — колишня американська реслерка. Відома виступами на аренах World Wrestling Entertainment.

## Реслінґ
- Фінішери
  - Big boot
  - Faith Breaker
  - Final Exam
  - MADT — Make a Diva Tap — 2008—2011
  - Wings of Love — 2008
- Улюблені прийоми
  - Baseball slide
  - Belly to belly suplex
  - Європейський аперкот

Running corkscrew neckbreaker — 2008—2009
Running hurricanrana
- Прізвиська
  - Всеамериканська Діва
- Музичний супровід
  - «Move It Up» від Біллі Лінкольна
  - «Not Enough for Me» від Джима Джонстона

## Нагороди та здобутки
- Pro Wrestling Illustrated
  - PWI ставить її #1 з топ 50 найкращих реслерок у 2010 році
  - Жінка року (2010)
- World Wrestling Entertainment
  - Чемпіонка Дів WWE (2 рази)
  - Чемпіонка жінок WWE (2 рази)
  - Нагорода Слемі (2 рази)
  - Diva of the Year (2010)